# Curruca melanocephala

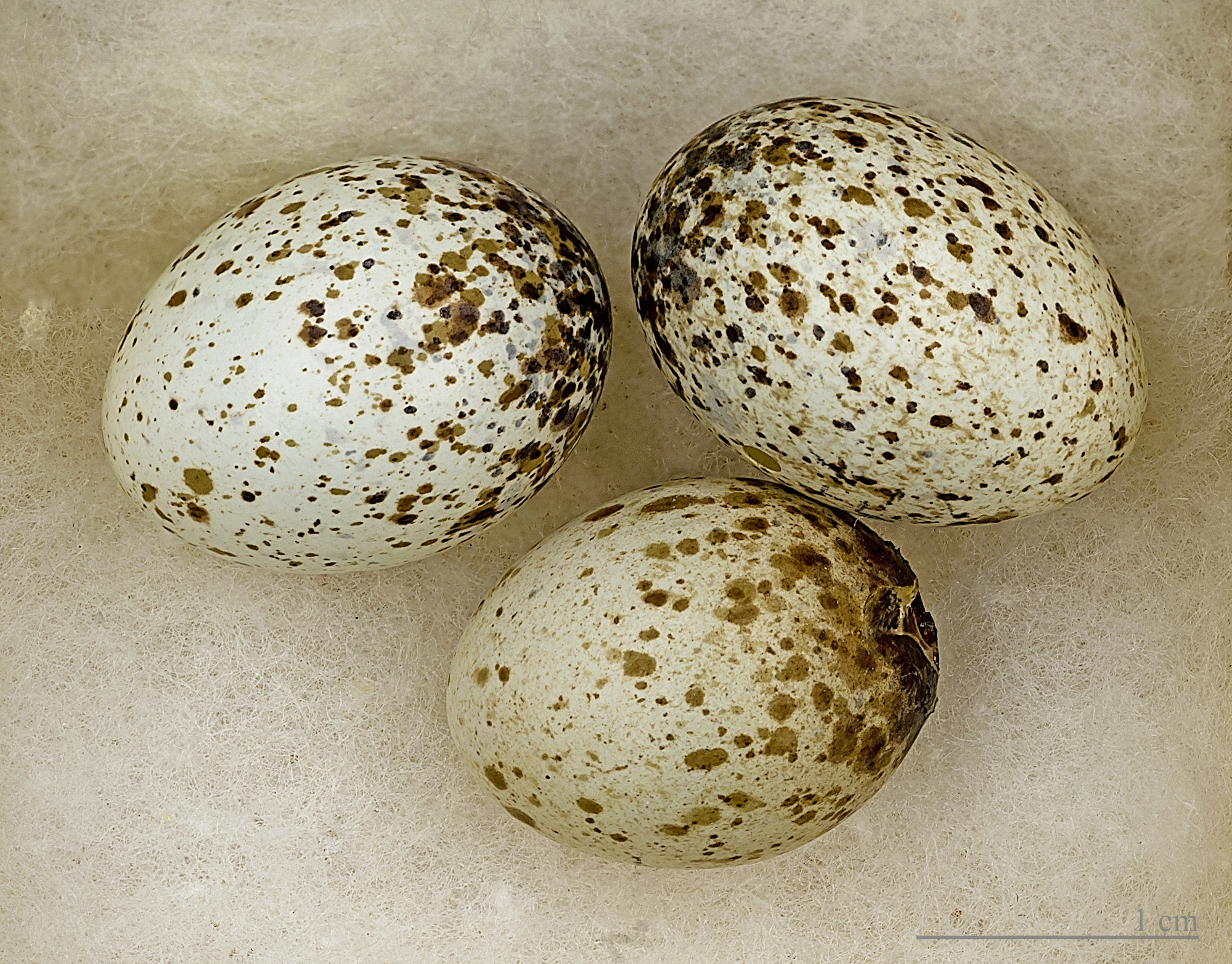
Uova di Sylvia melanocephala

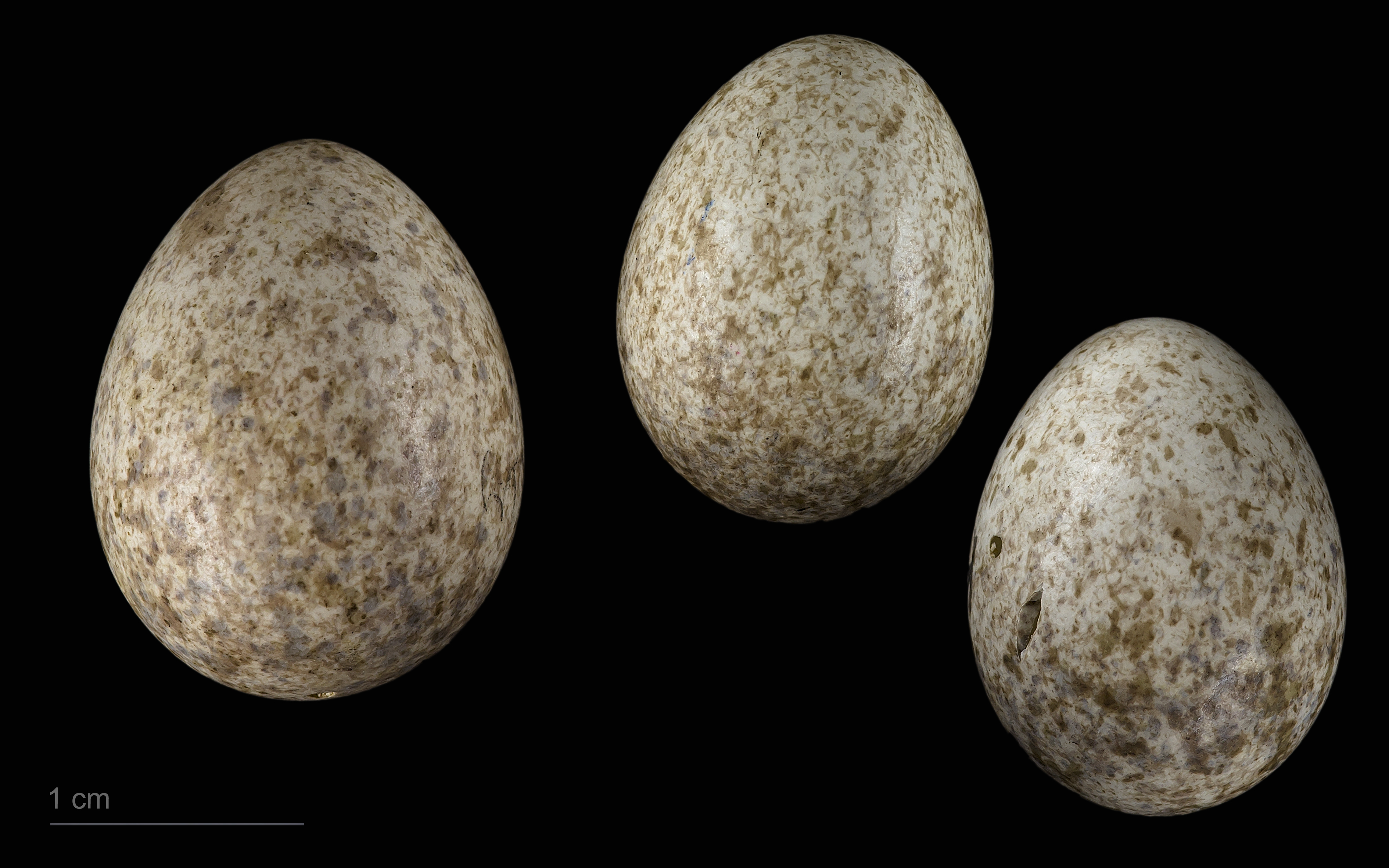
Cuculus canorus canorus + Sylvia melanocephala

L'occhiocotto (Curruca melanocephala (Gmelin, 1789)) è un uccello passeriforme della famiglia Sylviidae.

## Descrizione
Grande poco meno di un passero, con becco sottile, ali brevi e coda ad apice arrotondato, presenta un colorito prevalentemente grigiastro. Il maschio è identificabile grazie ai margini della coda bianchi (assenti nella comune capinera) e soprattutto al cappuccio nero esteso fin sotto gli occhi su cui spicca l'anello perioculare rosso che ne ha suggerito il nome italiano; la femmina, e soprattutto i giovani, presentano una livrea meno contrastata e possono più facilmente essere confusi con altri piccoli passeriformi.

## Distribuzione e habitat
È presente nel bacino del Mediterraneo fino alla Turchia e al mar Caspio. In Italia è stanziale e nidificante, molto localizzato lungo le coste e nelle regioni settentrionali, ma sono note popolazioni migratrici provenienti dall'Africa che transitano sulla penisola.

## Sistematica
Sono note 6 sottospecie:
- Curruca melanocephala melanocephala (Gmelin, 1789)
- Curruca melanocephala momus (Hemprich & Ehrenberg, 1833)
- Curruca melanocephala leucogastra (Ledru, 1810)
- Curruca melanocephala norrisae Nicoll, 1917 †
- Curruca melanocephala pasiphae Stresemann & Schiebel, 1925
- Curruca melanocephala valverdei Cabot & Urdiales, 2005